# Baambrugse Zuwe
De Baambrugse Zuwe is een buurtschap maar ook een weg in de gemeente De Ronde Venen, in de Nederlandse provincie Utrecht. De plaats bestaat uit één weg, de gelijknamige Baambrugse Zuwe, een voormalige ontginningsas die dwars door de Vinkeveense Plassen loopt, van Vinkeveen (waartoe het meestal gerekend wordt), naar de Vinkenkade en de Groenlandsekade, langs de rijksweg 2. Na de A2 loopt de weg met een onderdoorgang, beveiligd met verkeerslichten wegens de onoverzichtelijkheid van de steile en smalle onderdoorgang, onder de A2 door tot het dorp Baambrugge maar heet op dat gedeelte enkel Zuwe.
De Baambrugse Zuwe heeft 500 inwoners (2004).
De Baambrugse Zuwe kent enkele jachthavens en ligt op een hoogte van anderhalve meter beneden NAP. De 
Middenweteringbrug ligt over het kanaal dat noordelijke en zuidelijke Vinkeveense Plassen met elkaar verbindt.

## Reputatie
Het tijdschrift Vrij Nederland wijdde in 2011 in een uitgebreid artikel uit op de aantrekkingskracht van het plaatsje op nieuw geld in casu de onderwereld.

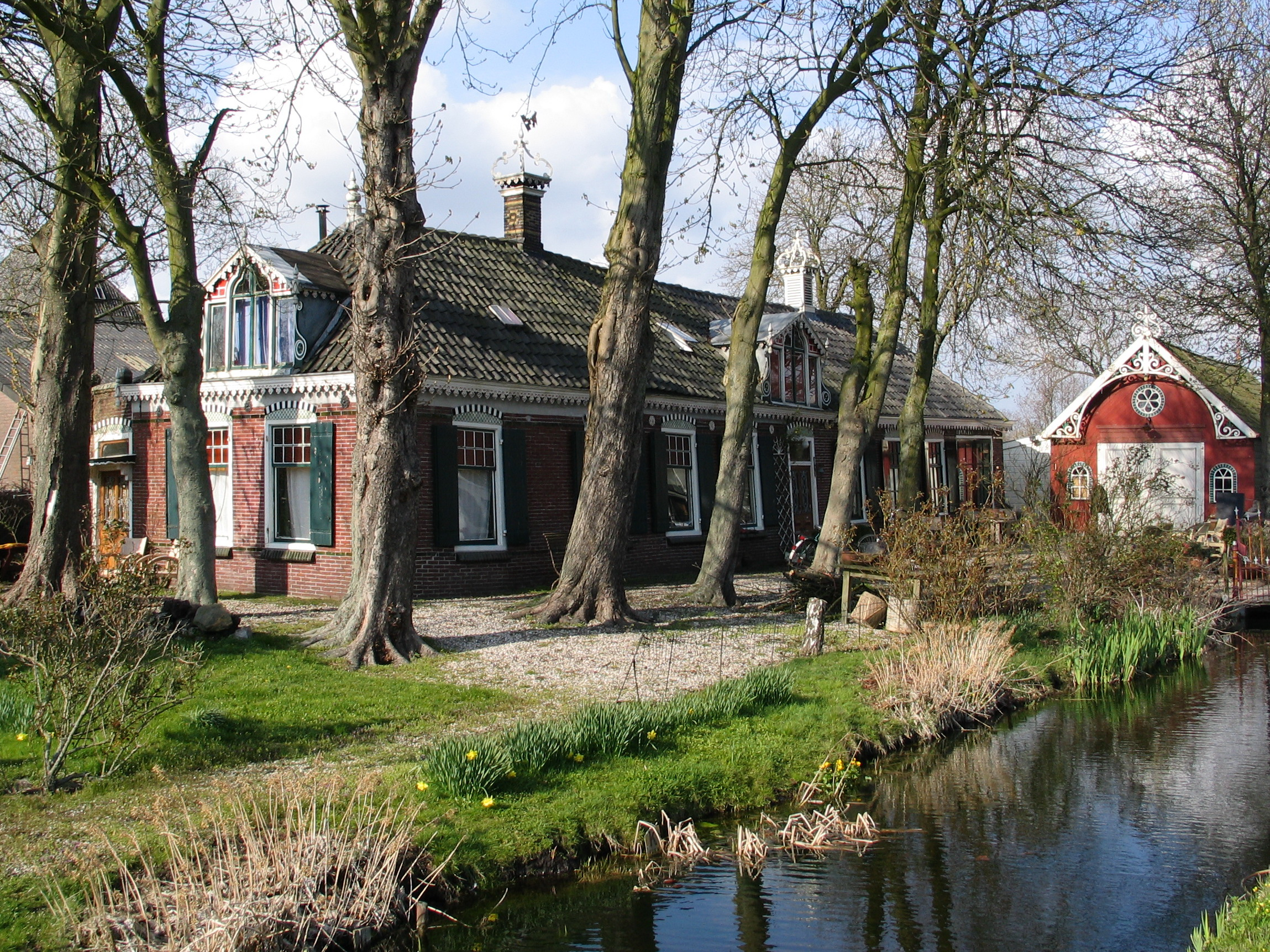
Woonhuis met voormalige wagenmakerij

Dorpen: Abcoude · Amstelhoek · Baambrugge · De Hoef · Mijdrecht · Vinkeveen · Waverveen · Wilnis

Buurtschappen: Aan de Zuwe · Achterbos · Baambrugse Zuwe · Botshol · Demmerik · Donkereind · Geer · Gemaal · Groenlandsekade · Kromme Mijdrecht · Mennonietenbuurt · Nessersluis · Stokkelaarsbrug · Vinkenkade

Utrecht · Plaatsen in de provincie      Nederland · Provincies · Gemeenten